# Дмитрий Михайлович Грозные Очи
Дми́трий Миха́йлович Гро́зные О́чи (15 сентября 1298, Тверь — 15 сентября 1326, Старый Сарай, Золотая Орда) — сын Михаила Ярославича Тверского и Анны Дмитриевны Ростовской, известной, как Анна Кашинская, князь Тверской (1318—1326) и великий князь Владимирский (1322—1326).

## Великое княжение
Участвовал в борьбе отца против Юрия Даниловича Московского. Когда в 1311 году на городецком княжении умер бездетным Михаил Андреевич, и Орда санкционировала занятие княжества московскими Даниловичами (в Нижнем Новгороде сел Борис), 12-летний Дмитрий пошёл на Нижний Новгород, но был остановлен во Владимире митрополитом Петром. В 1314 году во время отъезда отца в Орду Дмитрий командовал тверской ратью, вышедшей на берег Волги против новгородцев, сторонников Юрия.
В 1321 году Дмитрий Михайлович признал Юрия великим князем и отдал ему тверскую дань (2000 рублей), но тот не передал её хану, а пустил в оборот в Новгороде. Тогда Дмитрий поехал в Орду к Узбек-хану и обвинил Юрия в утаивании части предназначенной татарам дани. Рассерженный Узбек-хан выдал Дмитрию ярлык на великое княжение.
Юрий остался в Новгороде. В 1324 году к нему приехал ханский посол Ахмыл и убедил его поехать в Орду. Через некоторое время туда же приехал и Дмитрий. Встретив там виновника смерти своего отца, 21 ноября 1325 года, в канун годовщины казни Михаила Ярославича, он зарубил Юрия и стал ждать ханского суда, питая всё же надежду на ханское снисхождение.
Но хан Узбек сильно рассердился на это самоуправство. Юрий был его зятем, и сторонники Москвы указывали, что надо отомстить за смерть родственника. К тому же, говорили они, прощение убийцы может быть расценено как мягкость со стороны хана.
В конце концов хан принял решение казнить молодого князя. В народе за свой дерзкий поступок, за пылкую любовь к отцу и народу он получил прозвище Грозные Очи.

## Семья
Дмитрий Михайлович был женат с 1320 года на Марии (1305—1349), дочери литовского князя Гедимина. После гибели Дмитрия в Орде супруга его, по некоторым указаниям, не смогла перенести горя и вскоре умерла — однако согласно Лицевому летописному своду, это случилось только в 1348 году. По другим сведениям, в 1326 году Мария Гедиминовна постриглась в монахини. У них было двое сыновей:
- Константин, умер в детстве около 1325 года
- Сын, умер в младенчестве

## В культуре
Дмитрий Грозные Очи действует в романе Дмитрия Балашова «Великий стол» из цикла «Государи Московские».

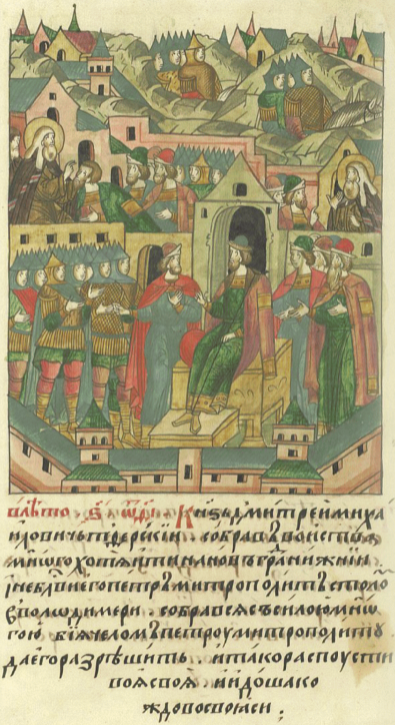
Дмитрий Грозные Очи готовится к походу на Нижний Новгород
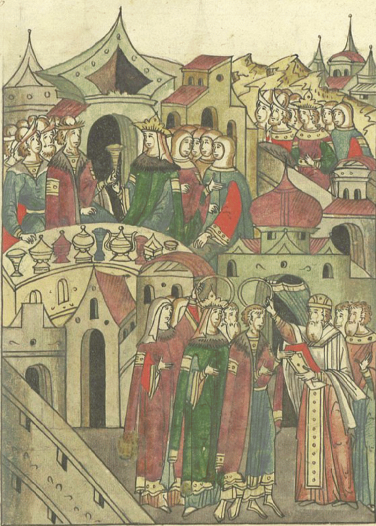
Женитьба князя
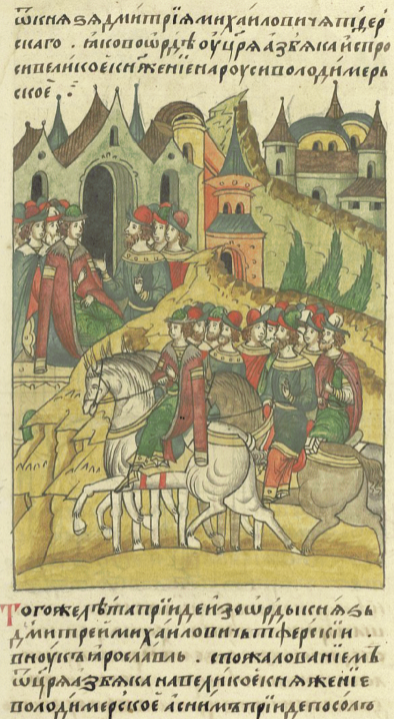
Князь Дмитрий садится на Владимирский престол
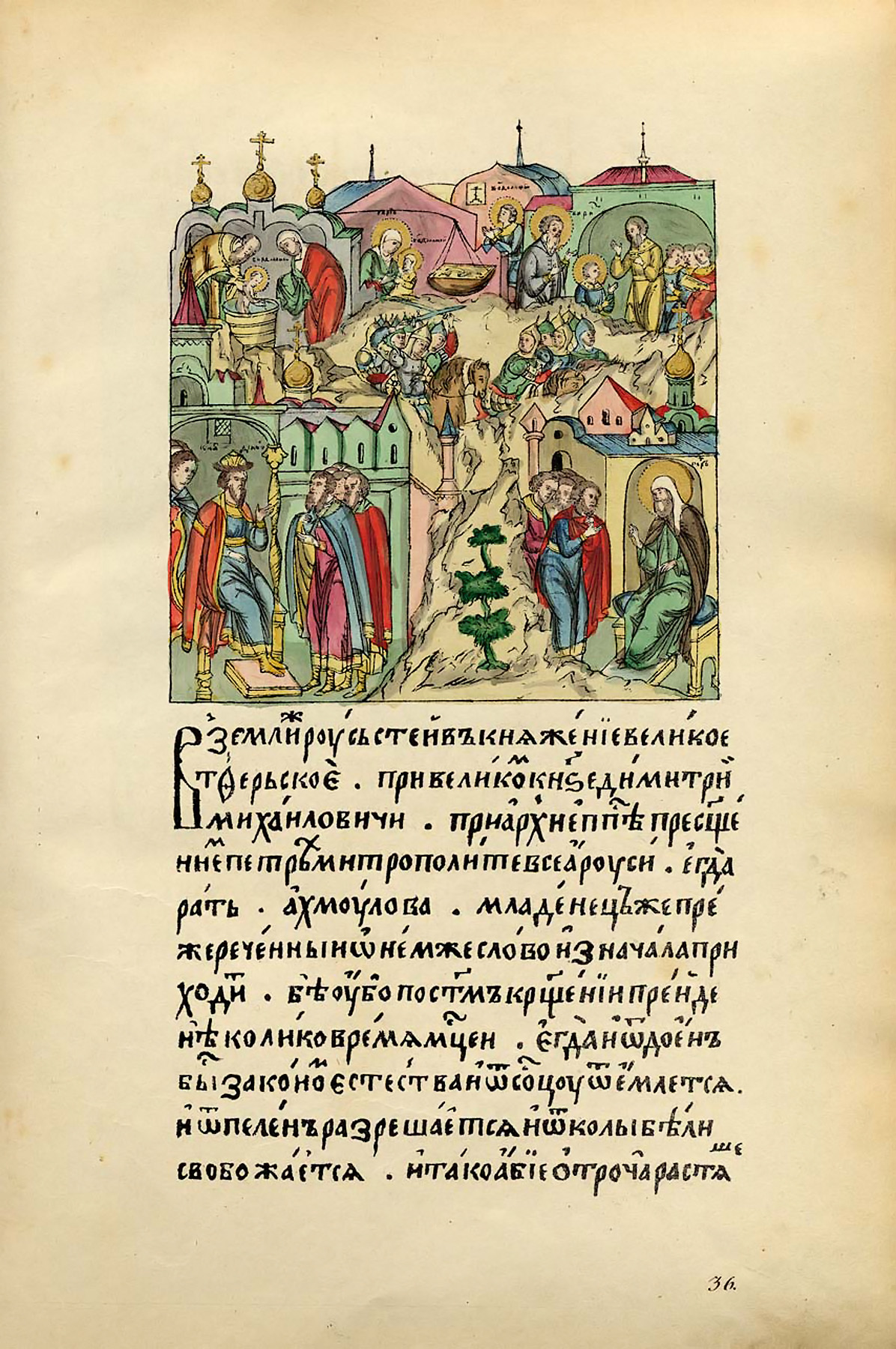
Княжение великого князя тверского Димитрия Михайловича при митрополите всея Руси Петре и житие Варфоломея, как всех детей его возраста[4].